# Potamorhina altamazonica
Potamorhina altamazonica är en fiskart som först beskrevs av Cope, 1878.  Potamorhina altamazonica ingår i släktet Potamorhina och familjen Curimatidae. Inga underarter finns listade i Catalogue of Life.